# Szczawne (gromada)
Szczawne – dawna gromada, czyli najmniejsza jednostka podziału terytorialnego Polskiej Rzeczypospolitej Ludowej w latach 1954–1972.
Gromady, z gromadzkimi radami narodowymi (GRN) jako organami władzy najniższego stopnia na wsi, funkcjonowały od reformy reorganizującej administrację wiejską przeprowadzonej jesienią 1954 do momentu ich zniesienia z dniem 1 stycznia 1973, tym samym wypierając organizację gminną w latach 1954–1972.
Gromadę Szczawne z siedzibą GRN w Szczawnem utworzono – jako jedną z 8759 gromad na obszarze Polski – w powiecie sanockim w woj. rzeszowskim na mocy uchwały nr 33/54 WRN w Rzeszowie z dnia 5 października 1954. W skład jednostki weszły obszary dotychczasowych gromad Szczawne, Kamienne, Karlików, Płonna, Przybyszów, Rzepedź i Kulaszne ze zniesionej gminy Szczawne w tymże powiecie. Dla gromady ustalono 9 członków gromadzkiej rady narodowej.
1 stycznia 1960 do gromady Szczawne włączono obszar zniesionej gromady Mokre w tymże powiecie; z gromady Szczawne wyłączono natomiast wieś Kamienne, włączając ją do gromady Bukowsko tamże.
31 grudnia 1961 do gromady Szczawne włączono wieś Turzańsk z gromady Komańcza w tymże powiecie; z gromady Szczawne wyłączono natomiast wsie Mokre i Morochów, włączając je do gromady Poraż tamże.
31 grudnia 1966 z gromady Szczawne wyłączono wieś Zawadka Morochowska, włączając ją do gromady Poraż w tymże powiecie.
1 stycznia 1969 do gromady Szczawne włączono wieś Mokre z gromady Niebieszczany w tymże powiecie.
W 1971 roku gromada Szczawne liczyła 2605 mieszkańców, zamieszkujących miejscowości: Karlików (66), Kulaszne (277), Mokre (478), Płonna (44), Przybyszów (0), Rzepedź (1039), Szczawne (192), Turzańsk (399) i Wysoczany (110).
1 listopada 1972, w związku ze zniesieniem powiatu sanockiego, gromada weszła w skład nowo utworzonego powiatu bieszczadzkiego w tymże województwie.
Gromada przetrwała do końca 1972 roku, czyli do kolejnej reformy gminnej.